# Sophie Smith
Sophie Smith, född 26 februari 1986 i Brisbane, är en australisk vattenpolospelare. Hon deltog i den olympiska vattenpoloturneringen i London där Australien tog brons.